# Německá a rakouská studia
Německá a rakouská studia jsou oborem, který se zabývá studiem teritoria německy mluvících zemí, česko-německými a česko-rakouskými vztahy, dějinami Němců v českých zemích a rolí Německa v Evropě. Výzkum i výuka jsou zaměřeny multidisciplinárně (soudobé dějiny, politologie, mezinárodní vztahy, právo, ekonomika a kultura). Patří mezi teritoriální studia.
Německá a rakouská studia jsou vyučována jako magisterský studijní obor na Katedře německých a rakouských studií, součásti Institutu mezinárodních studií Fakulty sociálních věd Univerzity Karlovy v Praze. Katedra také zajišťuje výuku bakalářského studijního oboru Česko-německá studia, který je společným oborem (double degree) s univerzitou v Řezně a Německá a středoevropská studia, který je společným oborem double degree s Pedagogickou univerzitou v Krakově.